# Birmenstorf
Birmenstorf (toponimo tedesco) è un comune svizzero di 2 969 abitanti del Canton Argovia, nel distretto di Baden.

## Monumenti e luoghi d'interesse
- Chiesa paritaria[1];

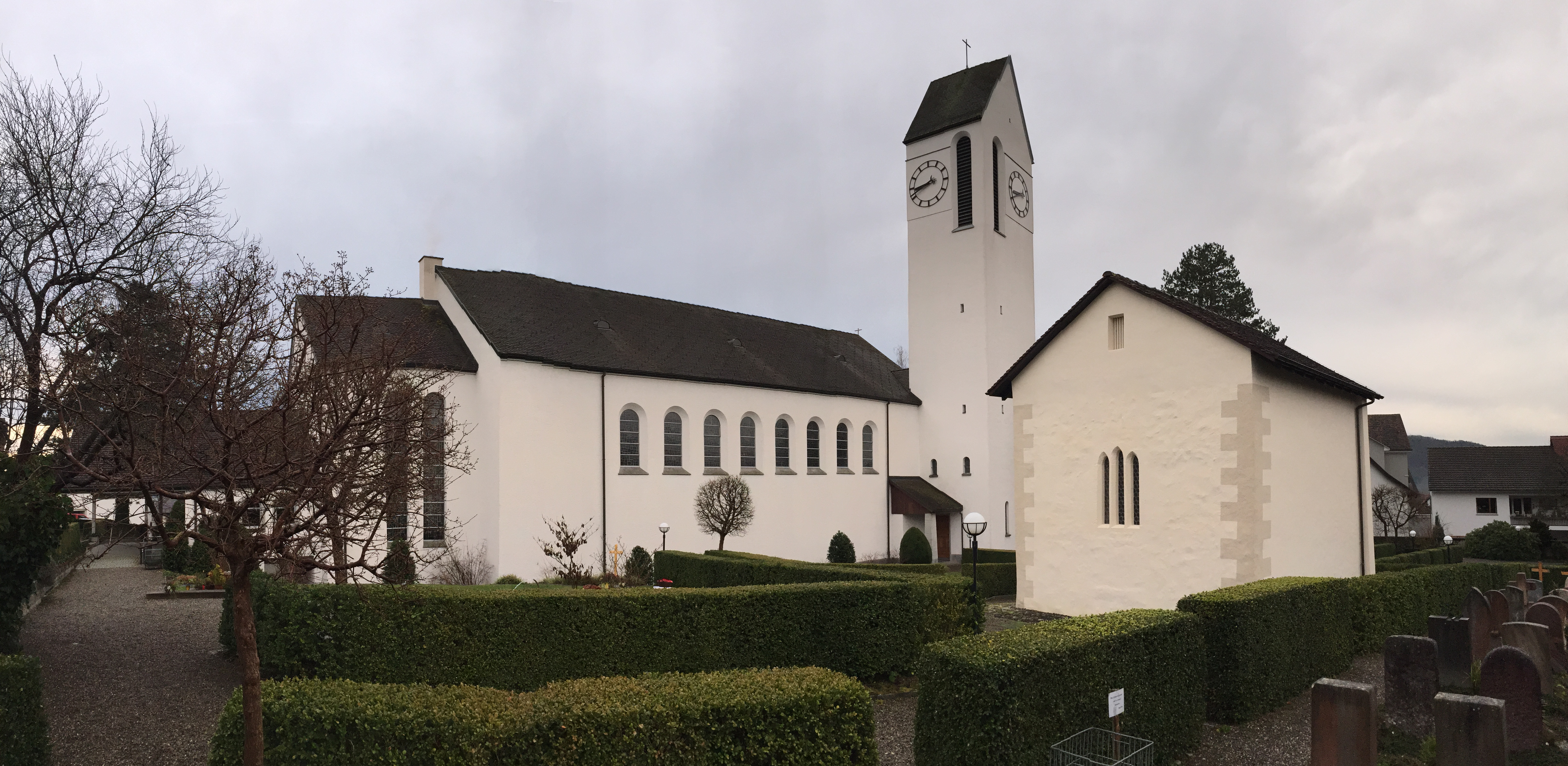
La chiesa paritaria e la chiesa cattolica di San Ludgero

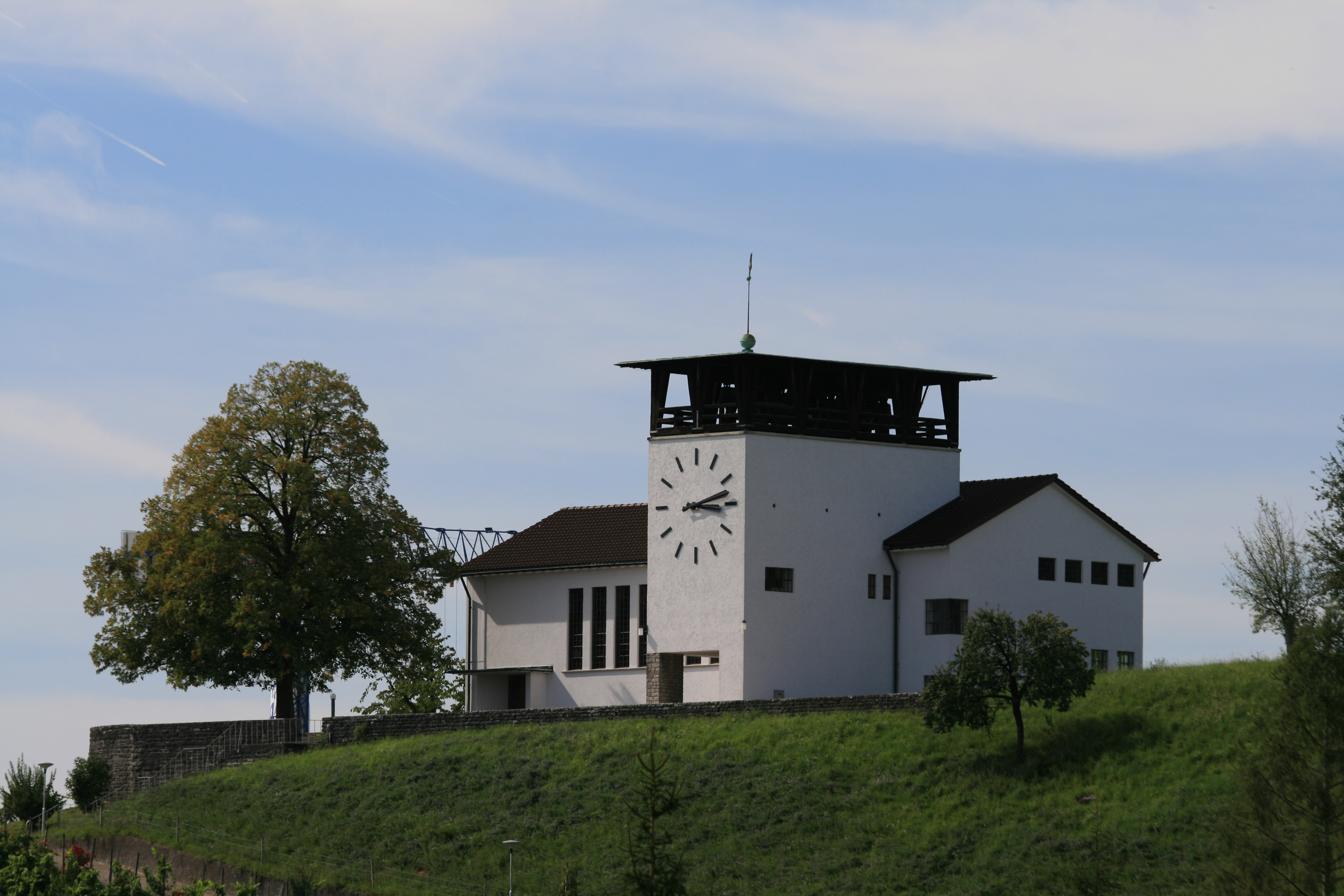
La chiesa riformata

- Chiesa riformata, eretta nel 1935-1936[1];
- Chiesa cattolica di San Ludgero, eretta nel 1935-1936[1].

## Società

### Evoluzione demografica
L'evoluzione demografica è riportata nella seguente tabella:
Abitanti censiti

## Amministrazione
Ogni famiglia originaria del luogo fa parte del cosiddetto comune patriziale e ha la responsabilità della manutenzione di ogni bene ricadente all'interno dei confini del comune.